# Илинден (насеље)
Илинден (мкд. Илинден, раније Белимбегово) је насеље у Северној Македонији, у северном делу државе. Илинден је седиште истоимене општине Илинден, која окупља источна предграђа Града Скопља.

## Географија
Илинден је смештен у северном делу Северне Македоније. Од најближег већег града, Скопља, насеље је удаљено 15 km источно.
Насеље Илинден је у оквиру историјске области Скопско поље, у његовом средишњем, потпуно равничарском делу. Насеље је смештено у пољу. Пар километара јужније протиче Вардар. Источно од насеља издиже се брежуљкаст крај Которци. Надморска висина насеља је приближно 230 метара.
Месна клима је измењена континентална са мањим утицајем Егејског мора (жарка лета).

## Становништво
Илинден је према последњем попису из 2002. године имао 4.931 становника.
Етнички састав:
| Националност | Укупно       |
| Македонци    | 4.285(86,9%) |
| Албанци      | 340 (6,9%)   |
| Срби         | 176 (3,6%)   |
| остали       | 130 (2,6%)   |

Већинска вероисповест је православље.